# البازيليك (مدفع)
البازيليك او المدفع العثماني كان مدفعًا من العيار الكبير جدًا صممه أوربان ، مهندس المدفع ، ساروكا أوستا والمهندس المعماري مصلح الدين

## التصميم
يزن 18 طنًا ويبلغ طوله الإجمالي 5.23 مترًا وقطره 0.635 مترًا. ويبلغ طول البرميل 3.15 م وقطر خزان البارود 0.248 م

## مقلات ذات صلة
- ميشآب (الة طب)
- كمال (ملاحة)
- بندقية أبوس
- عنزة (صاروخ)